# Haute-Kotto
Haute-Kotto (en francès, literalment Alt Kotto) és una de les 14 prefectures de la República Centreafricana, situada al voltant de la conca alta del riu Kotto, afluent de l'Ubangui. Es localitza al centre-est del país i fa frontera amb el Sudan del Sud. La seva capital és Bria, que en el cens del 2003 tenia 35.204 habitants. Limita amb les prefectures de Vakaga al nord, Bamingui-Bangoran al nord-oest, Ouaka a l'oest, Basse-Kotto i Mbomou al sud, i Haut-Mbomou a l'est.
Amb 86.650 km², és la prefectura més extensa del país.